# Barış Manço

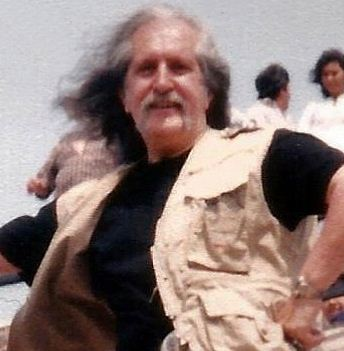
Barış Manço (1998).

Barış Manço, född 2 januari 1943, död 1 februari 1999, var en turkisk sångare vars stil var nyskapande etnisk rock. Han var långt ifrån den romantism som präglade dåtidens artister utan skildrade och kritiserade samhället i sina låttexter. För hemlandet Turkiet var han en virtuos utan like och kom att representera och prägla dåtiden och eftertidens musik något enormt.